# Vestmanna
Vestmanna is een stadje dat behoort tot de gelijknamige gemeente in het westen van het eiland Streymoy op de Faeröer. De naam Vestmanna komt van Westman waarmee de Ieren bedoeld worden. Vestmanna heeft 1232 inwoners (2006). De postcode is FO 350. Er was een veerdienst in de haven van Vestmanna tot de opening van de Vágartunnel, die Vágar met Kvívík en Stykkið verbindt. Vanuit Vestmanna loopt er een 18 kilometer lange historische wandelweg over de bergen naar Saksun.

## Externe links

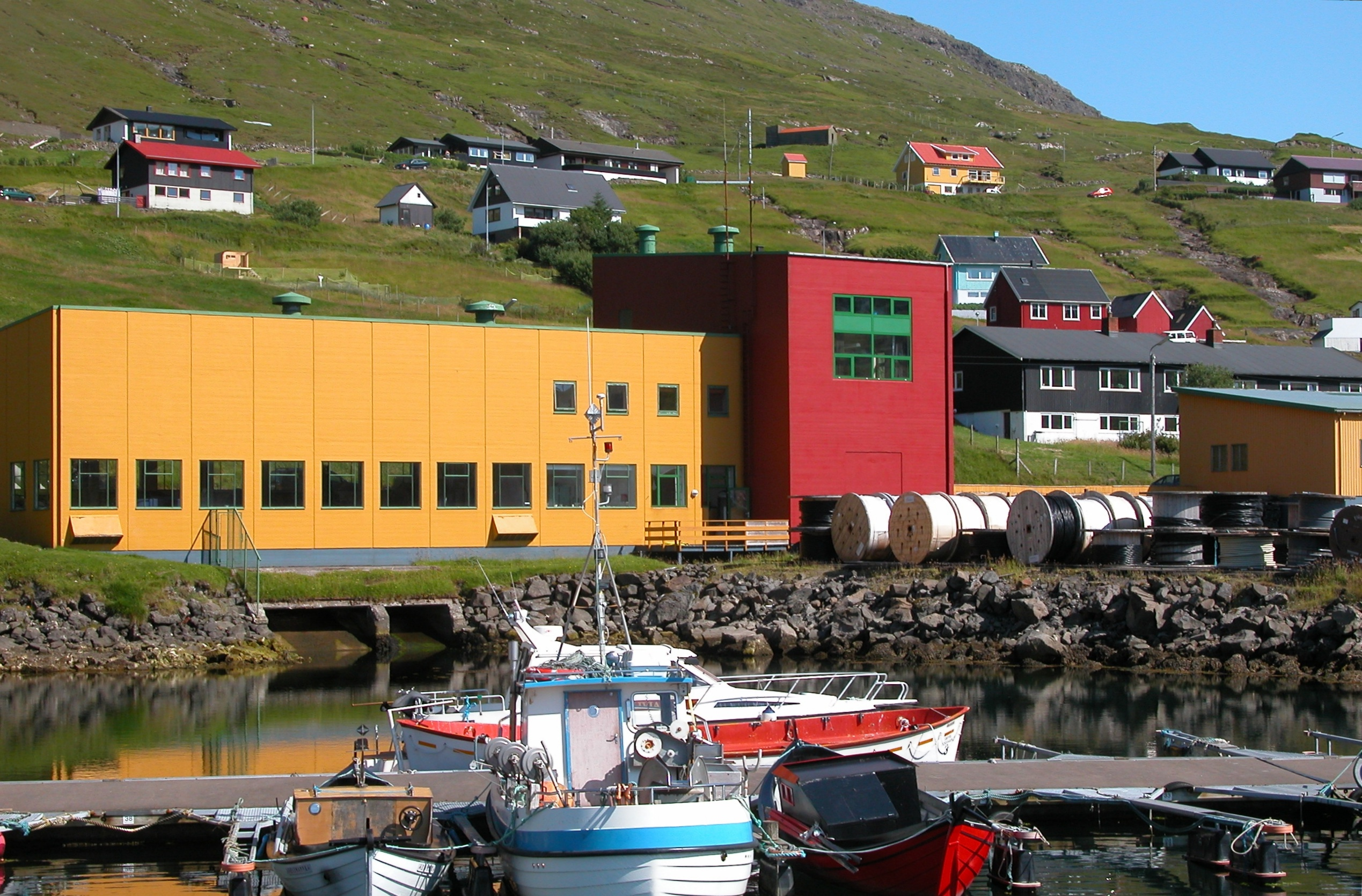
Zicht op Vestmanna